# Blackstones F.C.

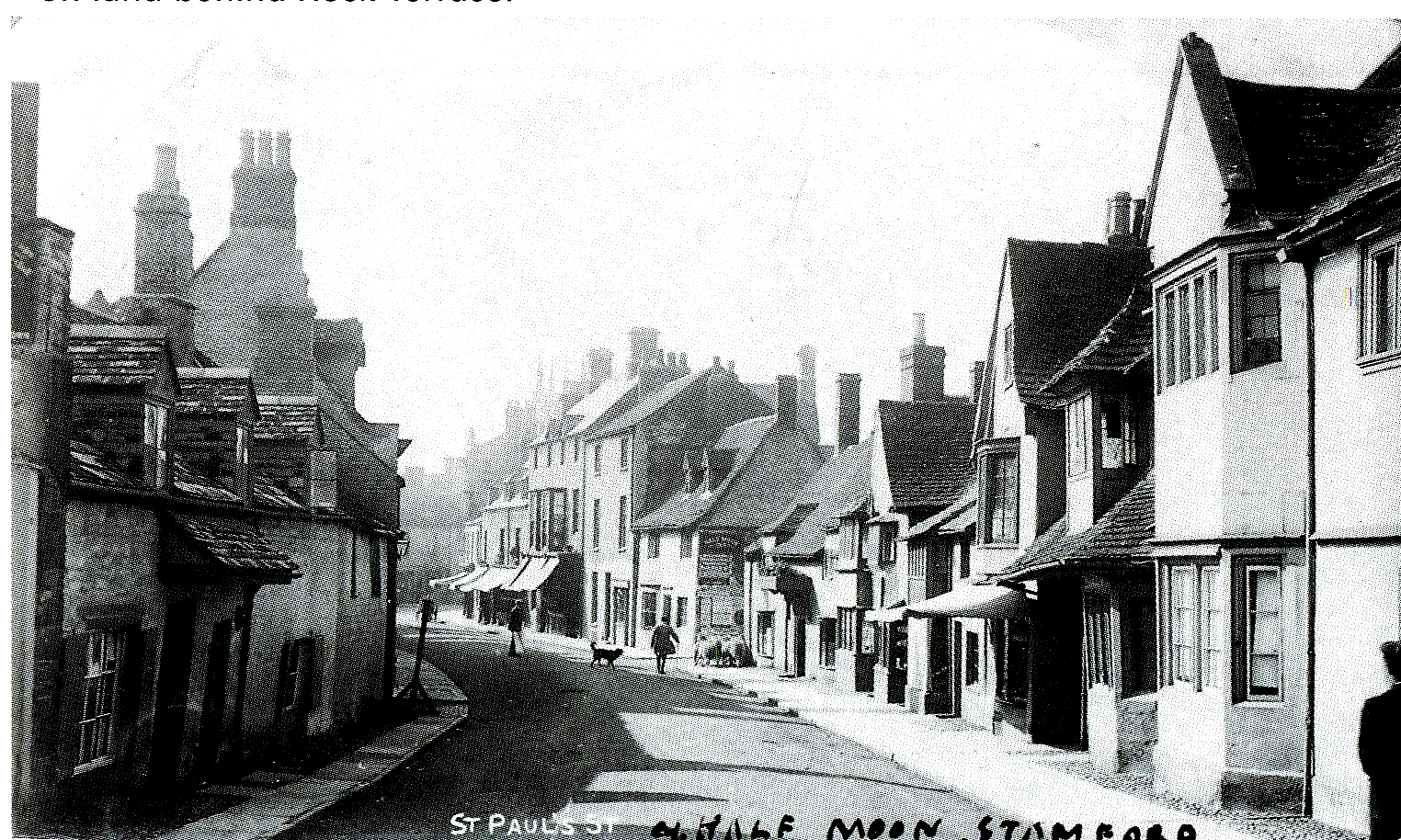
Half Moon Inn, St Pauls Street, trụ sở đầu tiên của Stamford Blackstones FC

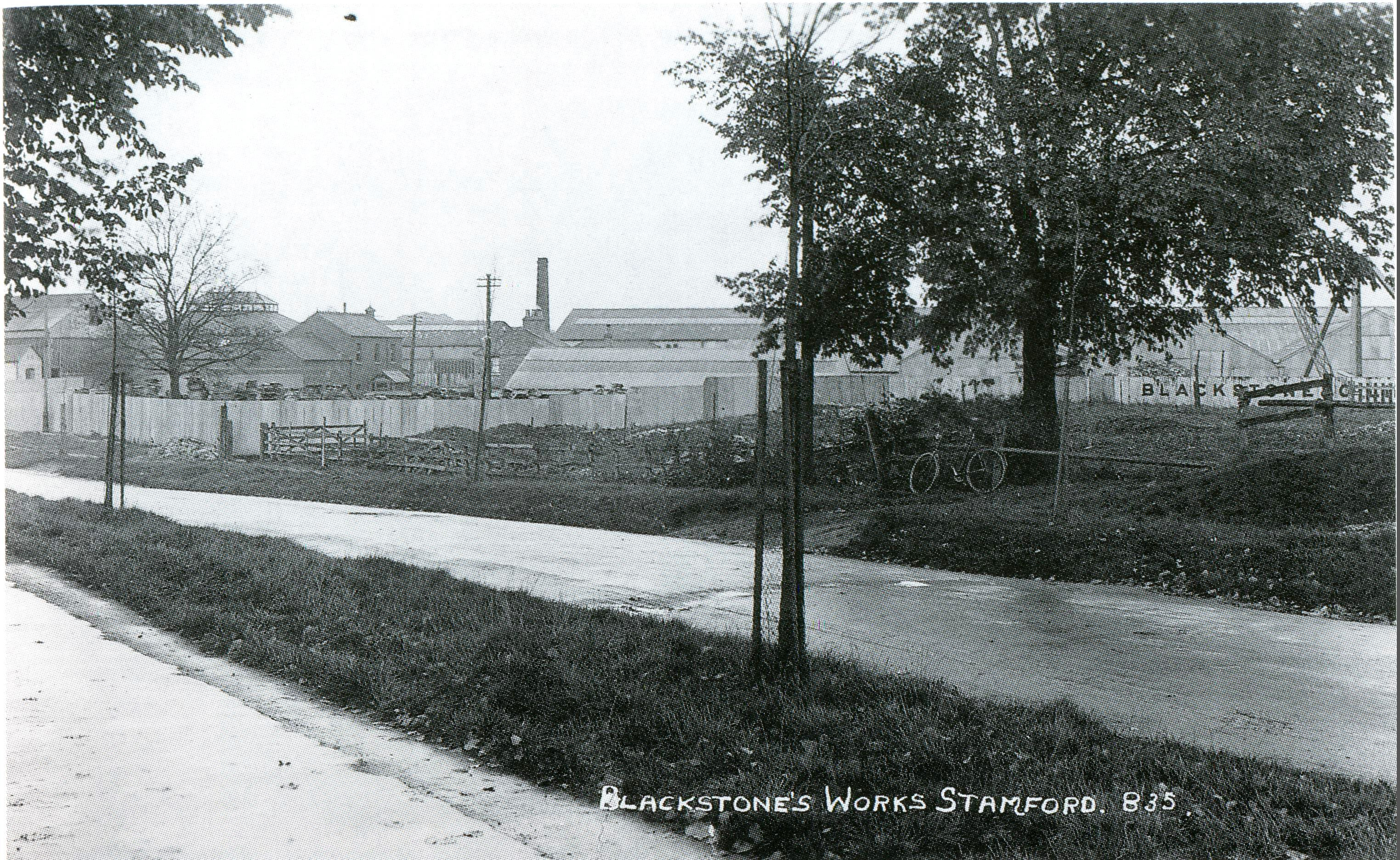
Địa điểm diễn ra các trận bóng đá đầu tiên của Blackstones Works, Ryhall Road, Stamford

Câu lạc bộ bóng đá Blackstones là một câu lạc bộ bóng đá có trụ sở ở Stamford, Lincolnshire, Anh. Đội hiện là thành viên của United Counties League Division One và thi đấu trên sân Lincoln Road. Trang phục thi đấu của đội bao gồm màu xanh lá cây Lincoln (Lister Blackstone có động cơ Brunswick Green) và áo trắng cùng với quần đen, tất xanh lá cây.

## Lịch sử
Được thành lập với tư cách là đội công nhân của Blackstone & Co, câu lạc bộ đã giành được chức vô địch Peterborough & District League mùa giải 1918-19. Tuy nhiên, sau đó, đội chuyển sang chơi bóng ở địa phương nhiều hơn, chơi ở các giải Stamford & District và Bourne & District, giành chức vô địch giải Stamford & District cuối cùng trước Thế chiến thứ hai.
Sau chiến tranh, câu lạc bộ gia nhập lại Peterborough & District League. Đội xếp cuối Division One mùa giải 1950-51 và bị xuống hạng ở Division Two. Mùa giải tiếp theo chứng kiến đội xếp cuối Division Two, sau đó rời giải. Đội trở lại giải đấu vào năm 1959, và vô địch Division Two mùa giải 1961-62 và vô địch Division One mùa giải 1975-76. Trong thời kỳ này, đội được đổi tên thành Mirrlees Blackstone sau khi công ty hợp nhất với Mirrlees National Limited vào năm 1969.
Năm 1984 câu lạc bộ tham gia Division One của United Counties League. Sau khi kết thúc với vị trí á quân mùa giải 1987-88, đội được thăng hạng lên Premier Division. Mùa giải 1992−93 chứng kiến đội giành được Lincolnshire Senior 'A' Cup, đánh bại Bourne Town trong trận chung kết. Năm 1998, đội lấy tên hiện tại sau khi Mirrlees Blackstone đóng cửa các công trình Stamford của mình. Mùa giải 2002-03, đội đã giành chức vô địch Premier Division Knock-Out Cup với chiến thắng 4-0 trước Buckingham Town trong trận chung kết; mùa giải tiếp theo, lần thứ hai đội đã giành được Lincolnshire Senior 'A' Cup.
Sau khi kết thúc ở vị trí tiếp theo của Premier Division vào mùa giải 2012−13, câu lạc bộ đã bị xuống hạng đến Division One.

## Sân vận động
Địa điểm sau này trở thành Lincoln Road đã được Rutland Engineering Works mua lại vào năm 1920; ban đầu nó bao gồm hai sân bóng đá và một sân cricket. Năm 1965, một nhà câu lạc bộ mới được xây dựng để thay thế cho sân cricket đã bị phá bỏ. Vào cuối những năm 1970 hoặc đầu những năm 1980, một khán đài mới đã được xây dựng tại vị trí của nó, lúc đó mặt sân không còn được sử dụng cho cricket, sân bóng đá thứ hai bị mất và một phần của khu đất được bán để làm nhà ở.
Hệ thống dàn đèn được lắp đặt vào năm 1989. Hiện sân có sức chứa 1.000, trong đó 100 chỗ ngồi và có mái che.

## Các đời huấn luyện viên
- Peter Thomas
- Ian Jarvie và Stuart Gray
- Chris Corby
- Steve Blades
- Dominic Genovese (1997-1999)
- Vince Adams (1999-2001)
- Ian Jackson (2001)
- Mel Landin (2001-2004)
- Kevin Flynn (2004)
- Tony Lowther (2004-2008)
- David Bird (2008-2010)
- Darren Jarvis & Mike Goode (2010-2012)
- David Stratton (2012-2013)
- Gary Peace (2013-2014)
- Nick Anderson (2014)
- Neil Cotton (2014-2015)
- Phil Gadsby (2015-2017)
- Andy Lodge (2017)
- Daniel French & Lee Clarke (2017-2020)
- Mark Baines (2020-)

## Danh hiệu
- United Counties League
  - Vô địch Premier Division Knock-Out Cup 2002-03
- Peterborough & District League
  - Vô địch 1918-19
  - Vô địch Division One 1975-76
  - Vô địch Division Two 1961-62
- Lincolnshire Senior 'A' Cup
  - Vô địch 1992-93, 2003-04, 2007-08
- Lincolnshire Senior Trophy
  - Vô địch 2010-11

## Kỉ lục
- Thành tích tốt nhất tại Cúp FA: Vòng loại thứ hai, 1991−92[6]
- Thành tích tốt nhất tại FA Vase: Vòng Bốn, 2007−08[8]
- Kỉ lục số khán giả: 700 với Glinton[1]